# Kurt Haverbeck
Kurt Haverbeck (* 22. Februar 1899 in Hannover; † 16. März 1988 ebenda) war ein deutscher Hockeyspieler und Arzt.
Kurt Haverbeck debütierte 1924 in der deutschen Hockeynationalmannschaft. Bei den Olympischen Spielen 1928 in Amsterdam gehörten mit ihm sowie Heinz Wöltje und Herbert Hobein gleich drei Spieler vom DHC Hannover zum deutschen Aufgebot. Im Auftaktspiel siegte die deutsche Mannschaft gegen Spanien, dann verlor sie mit 1:2 gegen die niederländischen Gastgeber. Der Offensivspieler wirkte in den beiden folgenden Spielen gegen Frankreich und Belgien nicht mit, erhielt aber nach dem Sieg seiner Mannschaftskameraden ebenfalls die Bronzemedaille. Insgesamt wirkte Kurt Haverbeck von 1924 bis 1928 in 10 Länderspielen mit.